# 山国
山王国，西域古国。西至尉犁二百四十里，西北至焉耆百六十里，西至危须二百六十里，东南与鄯善、且末接。离长安七千一百七十里。四百五十户，五千口，胜兵1000人。属官辅国侯、左右将、左右都尉、译长各一人。出产铁矿，以购买焉耆、危须的粮食为食。东汉以后，成为焉耆的属地。

## 外部連結
[在维基数据编辑]
 《欽定古今圖書集成·方輿彙編·邊裔典·山國部》，出自陈梦雷《古今圖書集成》